# VC Zwolle
Der VC Zwolle ist ein niederländischer Volleyballverein. Die erste Frauen-Mannschaft spielt in der ersten niederländischen Liga. Die erste Männer-Mannschaft spielte bis 2019 in der ersten Liga.

## Geschichte
Der Verein wurde 1981 gegründet. Die Männer spielten seit 1990 für 29 Jahre in der ersten niederländischen Liga und nahmen bereits 1996/97 und 2004/05 am europäischen CEV-Pokal teil. Die erfolgreichste Zeit war von 2006 bis 2016 mit dem Hauptsponsor Landstede, als die Männer dreimal den nationalen Titel gewannen und vier Jahre lang im Europapokal spielten. Von 2016 bis 2019 spielte man als Coníche Topvolleybal Zwolle. Nach dem Abstieg aus der „Eredivisie“ treten die Männer als Voorsterslag / VC Zwolle in der 2. Liga an.
Die Frauen des VC Zwolle stiegen 2016 in die höchste nationale Spielklasse auf und treten jetzt als „Regio Zwolle Volleybal“ an.

## Mannschaften
Bei den Frauen gibt es insgesamt sieben und bei den Männern vier Mannschaften (als Spielgemeinschaft mit VV Voorsterslag). Hinzu kommen zahlreiche Nachwuchsteams.